# Mongefossen
Mongefossen – wodospad w Norwegii, w gminie Rauma w okręgu Møre og Romsdal. Z wysokością 773 m jest czternastym najwyższym wodospadem świata. Mongefossen wpływa do rzeki Rauma w pobliżu trasy europejskiej E136. Pojawiają się spekulacje, że wodospad jest lub był wyższy i zajmował 4. pozycję na liście najwyższych wodospadów świata. Jednakże wybudowanie na nim elektrowni znacznie zmniejszyło przepływ wody i być może obniżyło też jego wysokość. Mongefossen jest według niektórych danych najwyższym wodospadem, który można zobaczyć ze stacji na trasie linii kolejowej Raumabanen.